# Monte Koshtan-Tau
Koshtan-Tau (del ruso: Коштан-тау), (también: monte Koshkhatau) es el pico más alto del macizo Koshtan y uno de los cincomiles de las montañas centrales del Cáucaso por lo que se considera la cuarta montaña más alta de Europa, con una altura de 5,151 metros. Se encuentra situada en la república de Kabardino-Balkaria de Rusia, cerca de la frontera con Georgia.